# 碰碰狐
碰碰狐（韓語：핑크퐁）是韓國教育娛樂公司碰碰狐公司所創立的幼儿教育卡通形象，其特徵是带着一顶金色皇冠的粉红色小狐狸。目前碰碰狐擁有4,000多個兒童影片、歌曲、遊戲和應用程式。

## 歷史
碰碰狐於2010年6月在其首爾總部成立，專屬YouTube頻道於2011年12月13日推出，以狐狸作為形象是受安托万·德圣埃克絮佩里的著名童書《小王子》所啟發

## 歌曲
碰碰狐的所有影片中，目前最著名的是一首名為《鯊魚寶寶》的兒歌，長136秒，講述著海底下三代鯊魚的故事；因其可愛動畫造型、簡單重覆的歌詞及容易上手的舞蹈動作，在兒童界竄紅，後又有多名韓國、歐美藝人翻唱，截自2022年1月，該影片在YouTube觀看人數已超過100億，在所有觀看次數最多的YouTube影片中排名第1位。在2020年11月2日超過Despacito成為YouTube最多人觀看的影片

## 外部連結
- 官方网站